# Amayuelas de Arriba
Amayuelas de Arriba település Spanyolországban, Palencia tartományban. Amayuelas de Arriba San Cebrián de Campos, Revenga de Campos, Población de Campos, Piña de Campos és Amusco községekkel határos. Lakosainak száma 38 fő (2024).

## Népesség
A település népessége az elmúlt években az alábbi módon változott:
| Lakosok száma | 42   | 38   | 39   | 37   | 38   | 39   | 36   | 35   | 40   | 38   |
|               | 2001 | 2004 | 2007 | 2009 | 2012 | 2014 | 2017 | 2019 | 2022 | 2024 |